# Closterus serraticornis
Closterus serraticornis är en skalbaggsart som beskrevs av Charles Joseph Gahan 1890. Closterus serraticornis ingår i släktet Closterus och familjen långhorningar.
Artens utbredningsområde är Madagaskar. Inga underarter finns listade i Catalogue of Life.